# Древна Гърция
Древна Гърция или древногръцка цивилизация е период в историята на Гърция, но и на източното Средиземноморие, който започва след края на бронзовата епоха и преминава в елинистическа епоха след смъртта на Александър III Македонски (323 г. пр. Хр.). Политическите, философските и научните постижения на древните гърци са в основата на развитието на западната цивилизация, на съвременната демокрация и на Олимпийските игри. Историците разглеждат наследството на Древна Гърция като основополагащо на съвременната култура (на западната философия, основните принципи на архитектурата, скулптурата, математиката, поезията).
Древните гърци обитават територията на днешна Гърция на континента и островите, но също така и малоазийското крайбрежие на Егейско море (в днешна Турция), о-в Кипър, о-в Сицилия и южните части на Апенинския полуостров, както и отделни селища по бреговете на Средиземно и Черно море.

## Терминология
Термините „Гърция“ и „гърци“ се появяват сравнително късно и имат латински произход. У Омир, чиито епоси Илиада и Одисея са най-ранните писмени извори за региона след Бронзовата епоха, местните жители наричат сами себе си ахейци и данайци. По-късно, но не по-рано от VIII – VII в. пр.н.е. те започват да наричат себе си елини, а страната си Елада, но в Древна Гърция има множество племена.
Етногенезисът на гърците е предмет на спорове, в който има основно две хипотези: автохтонна (местно население) и миграционна, според която елините се появяват към 4-то хилядолетие пр.н.е. и бавно и постепенно надделяват над останалите племена, като всички започват да се наричат елини. . Според Якоб Буркхард сплотяването на нацията става едва около VIII век пр.н.е. . Според някои учени основното събитие, допринесло за това, са Олимпийските игри от 776 г. пр.н.е., когато елинизмът е критерий за участие. Омир и Хезиод творят по това време и творбите им стават основа за национална религия, история и митология.

## Периодизация
„Древна Гърция“ обикновено описва първото хилядолетие пр. Хр., като обособен период в историята на земите около Егейско море, включващи съвременна Гърция и западна Турция. Този отрязък от време обхваща периода от края на Бронзовата епоха (XII в. пр. Хр.) до смъртта на Александър III Македонски през 323 пр. Хр., която е формалното начало на Елинистическия период, или до установяването на Римска власт през 146 пр. Хр. През Елинистическия период, гръцката култура се е разпространява към Близкия и Средния Изток и обхваща много по-голям регион.
Различават се следните основни под-периоди: гръцки тъмни векове, архаична Гърция и класическа Гърция.
- Ранножелязната епоха (ок. 1200 – 800 г. пр.н.е.), наричани също Омирова епоха или тъмни векове започват след т.нар. колапс на политическия ред, установен през Бронзовата епоха. За ранножелязната епоха са характерни археологически находки на керамика от протогеометричния и геометричния стил.
- Архаичната епоха започва около VIII в. пр.н.е. и по това време са основани първите древногръцки полиси, които се разрастват и укрепват към средата на века. Започва развитието на политически и икономически отношения, военното дело и културата. Начало на колонизацията. Създадена е гръцката азбука, съчинени са първите епоси, развиват се строителството и архитектурата.
- Класическата епоха в Гърция е време на разцвет, което обхваща V и IV в. пр.н.е., от края на гръко-персийските войни до смъртта на Александър III Македонски. За периода са характерни големи постижения във всяка една област на човешкия живот – строителство, архитектура, търговия, занаяти, бит и култура[11] В политическо отношение първоначално доминират Древна Атина и Делоският морски съюз през V в. пр.н.е., следва хегемония на Древна Спарта в началото на IV в. пр.н.е. След това надмощието се измества към Беотийския съюз начело с Тива, но не след дълго засилването на македоните обуславя надмощие на Коринтския съюз и покоряване на гърците от Древна Македония.

Според други историци Древна Гърция включва и критско-микенския период. Например Димитър Попов посочва следните периоди:
- 3 – 2 хилядолетие пр.н.е. – критско-микенска Гърция (егейска Гърция)
- XI – IX век пр.н.е. – Омирова Гърция (дополисен период)
- VIII – VI век пр.н.е. – архаична Гърция (колонизационен период или полисна Гърция)
- V – IV век пр.н.е. – класически период
- втората половина на IV век пр.н.е. до средата на I век пр.н.е. – елинистичен период

## Историография
Древна Гърция е уникална за историографията с това, че е първото човешко общество, директно описано от историци, докато от по-ранни времена (протоистория) до наши дни са достигнали само ограничен брой писмени документи като списъци и анали или прагматични епиграфски паметници, които дават само откъслечни или индиректни свидетелства за живота.
Най-известен от древногръцките историци е Херодот, наричан „баща на историята“: неговият труд История дава наименованието на науката. Написана между 450 и 420 г. пр.н.е., тя разкрива събития, станали около век преди това, и дава сведения за исторически фигури от VI в. пр.н.е. като Дарий I, Камбис II и Псамтик III, както и за някои от VIII в. пр.н.е. като Кандавъл. Според Марков Херодот е незаменим от фактологическа гледна точка, но често допуска тенденциозност, неточности и изкривяване на истината:с. 13.
Примера на Херодот следват автори като Тукидид, Ксенофонт, Демостен, Платон и Аристотел. Повечето от тях са атиняни или симпатизират на Атина и това обяснява защо за атинската история и политика е писано много повече, отколкото за останалите полиси. Друго ограничение на техните трудове е, че те засягат основно политическата, военната и дипломатическата история, игнорирайки икономическите и социалните отношения.
По-късни (вторични) източници на сведения са Диодор Сицилийски и Плутарх, но те живеят няколко века по-късно и се осланят на разказите на историците, живели преди тях. Основен извор за историята на културата и митологията на Древна Гърция е и пътеписът на Павзаний от II век Описание на Елада (на старогръцки: Ελλάδος Περιήγησις, накратко Периегезис).

## География
Териториалното ядро на гърците е южната част на Балканския полуостров – континентална Гърция, която граничи на северозапад с Илирия и Античен Епир, на североизток – с Древна Македония, на запад е Йонийско море, на изток – Егейско и Бяло море. Балканска Гърция е основно планинска страна (от север на юг я пресичат две разклонения на Динарските Алпи) с необичайно изрязана брегова линия и многочислени заливи (най-големите са Амбракийски, Коринтски, Месенски, Лаконски, Арголидски, Саронически, Малийски и Пагасейски). Различават се три региона – Северна Гърция, Средна Гърция и Пелопонес. Най-северно се намира Антична Тесалия. В Средна Гърция има 10 области (от запад на изток): Акарнания, Етолия, Локрида Озолска, Дорида, Фокида, Локрида Епикнемидска, Локрида Опунтска, Беотия, Мегарида и Атика. Пелопонес се съединява с останалата част на Гърция с тесния Коринтски провлак. Централната област на Пелопонес е древна Аркадия, която на запад граничи с Елида, на юг с Месения и Лакония, на север с Ахая, на изток с Арголида, Флиунт и Сикион; в крайния североизточен ъгъл на полуострова се намира Коринтия.
Островна Гърция се състои от няколкостотин острова (сред най-големите са Крит и Евбея), образуващи три големи архипелага – Цикладите на югозапад в Егейско море, Спорадите в източната и северна негови части и Йонийските острови в източната част на Йонийско море.

## История

### Ранножелязна епоха
Периодът XI – VIII в. пр. Хр. е наричан също „тъмни векове“ заради липсата на писмени извори и „Геометричен период“ заради керамиката с геометрична украса, която е характерна за някои части на Гърция тогава. Терминът „ранножелязна епоха“ е приет като стандартен от 1980-те насам.
След дорийското нашествие гръцката история започва практически наново. Това включва разлагане на родовообщинния строй, формирането на държавност и възраждане на материалната култура. Периодът продължава от XI до IX в. пр. Хр. и се нарича често и „Омиров период“, тъй като ни е известен преди всичко с развитието на действието в Илиада и Одисея. Това е време на дополисна селищна организация и натурално стопанство. Дорийците наследяват от микенците грънчарското колело, уменията да строят дървени кораби и да обработват бронз, земеделските методи за отглеждане на грозде и маслини. Впрочем дорийците донасят със себе си изкуството за топене и обработка на желязо и го използват за изработка не само на украшения, но и на оръдия на труда и оръжия.
Към IX век пр. Хр. гръцките племена са разпределени както следва: еолийци в Северна Гърция, дорийци в Средна Гърция и източен Пелопонес, йонийци в Атика. На ахейците се удава да запазят самостоятелност, но биват изтласкани от дорийците в Аркадия и Ахея. Най-важното събитие за периода е началото на разселване на племената по островите на Егейско море и крайбрежието на Мала Азия: северните крайбрежни райони са заселени от еолийци, централните от йонийци, а южните – от дорийци.

### Архаична епоха
През Архаичния период селищата съществуват всяко за себе си, което се диктува и от географията: всеки остров, долина или равнина са откъснати от съседните или от морето, или от планини. Формите на стопанство са най-различни: на Крит и в Аргос продължава да съществува родово-общинен строй, а в общините на Етолия, Акарнания и Фокида процъфтява натуралното стопанство. В този период се зараждат полисите, възникнали с развитието на политически институции и наченки на урбанизация, макар че по-скорошни изследвания изтъкват като обединяващо звено религията. Първите полиси в Древна Гърция са Тива, Коринт, Аргос, Спарта и Атина.
Формата на управление през X и IX век пр.н.е. обикновено е монархия. По-късно управлението поема родовата аристокрация, но до към VII век пр.н.е., когато възниква нова форма на управление – тирания. Тази форма на управление е в разцвета си през VII – VI век пр.н.е., но само в някои от полисите. В същото време управлението в древна Спарта е олигархия, а в Атина се слага началото на демократичното управление и се провеждат реформи, предложени от Солон и реализирани от Клистен. В края на Архаичния период робството се разпространява широко, независимо от формата на политическа организация.
Споровете за надмощие водят и до конфликти между племената и полисите. Известни на историците са Месенските войни, които започват през втората половина на VIII в. пр. Хр., но не са документирани. Най-ранната документирана война е Лелантинската (ок. 710 – 650 г. пр.н.е.) между полисите Халкида и Еретрия, които си оспорват плодородната Лелантска равнина на остров Евбея. Макар че Халкида излиза победител, след войната и двата полиса западат. На Пелопонес се създава Пелопонески съюз начело със Спарта, която в края на VI век пр.н.е. става водеща сила. Много от реформите на Ликург в Спарта датират именно от този период.
Около VII век пр.н.е. основно се променя моделът на водене на война, като на мястото на единоборствата идват сблъсъците между колективни военни формации, съставляващи въоръжените сили на полисите. Появяват се хоплитите и фалангата.
Растящото население и ограничената обработваема земя създават необходимост от завладяването на още нови територии и към VIII – VII в. пр.н.е. много гърци напускат родните си места, за да основат колонии по далечни брегове. Така към VI в. пр.н.е. гръцкото културно и лингвистично влияние обхваща бреговете на Мала Азия, Егейско и Черно море и Южна Италия. Гръцките колонии са свързани с полисите-майки с религиозни и търговски традиции, но са политически самостоятелни. Търговията и пазарните отношения се развиват; започва сеченето на монети (втората половина на VII в. пр.н.е.).
През Архаичния период се развива и културата. Макар след залеза на микенската цивилизация писмеността да е забравена в продължение на няколко столетия, гърците постепенно възприемат финикийската азбука, която модифицират и създават гръцката. Най-ранният образец на гръцко писмо е под формата на графити върху керамика от средата на VIII в. пр.н.е. Най-ранните митологични епоси се разпространявт в устна форма и стават основа за обща национална религия, история и митология. Омир и Хезиод творят по това време и това са най-древните гръцки литературни творби, достигнали до нас. Първите опити за създаване на барелеф и наченки на скулптура датират от VII в. пр.н.е.

### Класическа епоха
В края на 6 и първата половина на 5 в пр.н.е. започва противоборство между могъщата Персийска империя на Ахеменидите и гръцките полиси. В началото персите превземат йонийските градове в Мала Азия. Когато Атина се опитва да им помогне, започват гръко-персийските войни. Персите нахлуват в континентална Гърция, но са отблъснати при Маратон, 490 г. пр.н.е. Десет години по-късно съюз между Атина, Спарта и други градове спира персийското нашествие по вода и суша при остров Саламина, 480 г. пр.н.е. Големи победи гърците удържат при Платея, 479 г. пр.н.е.; при нос Микале, 479 г. пр.н.е.; при град Саламин (на Кипър), 449 г. пр.н.е. В резултат на поражението Персия губи владенията си в Егейско море, по бреговете на Хелеспонт и Босфора и признава политическата независимост на полисите в Мала Азия.
След победата в гръко-персийските войни гърците не могат да се чувстват сигурни, защото имат опита от предходни завръщания на персите. Особено уязвими се чувстват жителите на Йония, най-силно изложени на опасност. Атина, най-влиятелният политически център след победата, поема ролята на водач. Делоският съюз постепенно сменя отбранителната си функция и се превръща в инструмент на Атина, която държи командването на федеративните войски и флота и взема инициативата. Кампаниите срещу Персия приключват през 450 г. пр.н.е. след неуспехи при изпращане на гръцки кораби на помощ на антиперсийски въстания в Египет и Кипър и смъртта на атинския стратег Кимон.
Започва период на възход на Атина, известен като „петдесетилетието“. Максималното си могъщество и културно развитие полисът достига, когато начело застава видният политик, военен лидер, поддръжник на демокрацията Перикъл, който е избиран 15 пъти за стратег. Този период е известен на историците като „Златният век на Перикъл“.
Между Атина и Коринт възниква борба за надмощие в търговията, а между Атина и Спарта – за политическо надмощие. В 431 г. пр.н.е. започва Пелопонеската война – най-масовата война в историята на древна Гърция, която завършва с поражение на Атина, загуба на владения и привилегии, и Спарта установява своята хегемония.
В Пелопонеската война тиванците са твърди съюзници на Спарта, но през следващия век променят политиката си и дори подпомагат възстановяването на демокрацията в Атина. Тиванците се отличават с добра военна организация, която не след дълго ги превръща в доминираща сила в Гърция. През 378 – 362 г. пр.н.е. Тива води войни със Спарта, като в Коринтската война има на своя страна Атина, Коринт, Аргос и дори Персия. Краят на спартанската хегемония настъпва с военното поражение на Спарта в битката при Левктра през 371 г. пр.н.е. Започва период на възход на Тива, но той е краткотраен – всички полиси са изтощени и нито една сила не притежава достатъчно мощ, за да се наложи над другите. В периода на слабост на полисите започва издигането на Древна Македония. Цар Филип II Македонски последователно завоюва Тесалия, Фокида, Халкида и Тракия. Антимакедонската коалиция от гръцки полиси претърпява съкрушително поражение в битката при Херонея през 338 г. пр.н.е.
Класическият период е времето на най-голям разцвет на древногръцките общество и култура през V – IV век пр. Хр.

## Политика и общество

### Политическа структура
За разлика от останалите човешки общности от същото историческо време, които живеят или в царства или все още като племена, Древна Гърция се състои от няколкостотин относително независими полиси (или градове-държави). Безспорно силно раздробената ѝ география, естествено разделена от хълмове, планини и реки, допринася за този фрагментарен характер, вследствие на което отделните региони водят относително независим живот и имат дори различни календари. Полисът възниква като общност на свободните му жители и представлява съвкупност от всички градски и селски области около един център. Законите, обичаите и владетелите на отделните полиси се различават, а често някои водят и враждебни действия. Независимостта на полисите се защитава яростно, а обединението им е зависи от обстоятелствата. Дори по време на гръко-персийските войни има цели области, които се покоряват на персите, други се съюзяват за обща защита, но голяма част от полисите остава неутрална. След края на опасността съюзниците бързо се връщат към вътрешните си борби. Фрагментарността е основна характерна черта на гръцкото общество, допълнена и с наличието на колонии, които макар и тясно свързани с полиса-майка, са напълно независими.
От друга страна, древните гърци нямат никакво съмнение, че са „един народ“ с общ произход, имат една и съща религия, една и съща култура и говорят един и същ език. Нещо повече, гърците са много наясно с родствените си връзки; Херодот подробно категоризира полисите и обитателите им, като посочва и съответните племена.
В съвместното съществуване на тези общности е неминуемо да възникват спорове, но въпреки отделните вражди директното завладяване на един полис от друг е рядкост. Вместо това, подобно на съюзяването си в амфиктонии на религиозна основа, отделните полиси започват да се обединяват в политически и военни съюзи (лиги), като съставът им не е постоянен и се мени с времето. Едно от първите обединения е Йонийският съюз, съставен от дванадесет полиса по малоазиатското крайбрежие. По-късно през класическия период съюзите стават по-големи и обикновено един полис става водещ (например Спарта в Пелопонеския, Атина в Делоския и Тива в Беотийския съюз) и налага волята си на останалите, включително под заплаха от война.

### Правителство и закон
Първоначално много гръцки полиси изглежда са малки царства, в които аристократът-градоначалник официално има и някои остатъчни церемониални функции на цар (василевс), например василевсът архонт в Древна Атина. Въпреки това вече през архаичния период полисите се превръщат в аристократични олигархии, макар и да не е ясно как точно. Например в Атина приблизително към 1050 г. пр.н.е. царската власт се трансформира в наследствена пожизнена магистратура, осъществявана от архонт; към 753 г. пр.н.е. постът вече е избираем и се заема за десет години, и накрая към 683 г. пр.н.е. изборите за архонт се провеждат ежегодно. Архонтите в Атина са девет на брой: (архонт епоним, според който била назовавана годината; базилевс, полемарх и шест тесмотети) и изпълняват задачите по правораздаването, поддържането на култа и т. н. Подпомага ги колегията на стратезите, натоварена предимно с военни задачи и с върховното командуване на атинската войска. Съществува и съдебна власт, пример за която е съдът на чирепите (остракизъм). С него на преден план излиза съществуващото латентно недоверие срещу твърде силната личност. Немалко атиняни, между които най-изтъкнатите и най-способните, стават жертва на такава процедура, основана на недоверието и страха.
Тъй като при всяка от трансформациите все повече власт преминава към аристокрацията като група, тази доминация на отделни семейства в политиката и съпътстващото я натрупване на богатства предизвиква недоволство и социално напрежение. В резултат се отваря възможност амбициозни личности извън кръга на правоимащите да завземат властта с преврат, обикновено след като си осигурят обществена подкрепа. Тези тирани не са репресивни диктатори в съвременния смисъл на думата, но управляват еднолично, като често имат популистка програма и това им помага да се задържат на власт. Атина попада под властта на тирания през втората половина на VI век пр.н.е. 
Междувременно атиняните създават първата демокрация в света като радикално решение против връщането на властта у аристокрацията. Основна политическа роля играе народното събрание (Еклесия), което решава всички въпроси. То съществува още от времето на реформите на Дракон от 621 г. пр. Хр., насочени против узурпирането на властта, но след реформите на Солон всеки атински гражданин, без значение на произхода си, получава право на достъп, макар че е възприет известен имуществен ценз – най-бедните не могат да се обръщат към събранието или да бъдат избирани на отговорни постове. Има и жители на полиса, които нямат никакви права – това са чуждоземците метеки и робите.
По примера на Атина, особено след успеха на гръко-персийсиките войни, и други полиси установяват демократично управление. Някои обаче остават със старата по-традиционна форма. Спарта, която често представлява изключение, предпочита монархията, при това с двама наследствени владетеля – форма на диархия. Царете на Спарта принадлежат към родовете Агиди и Еврипонтиди, потомци съответно на братята близнаци Евристен и Прокъл, Хераклиди. Властта на царете обаче се контролира от съвет на старейшините (Герусия) и специално назначени магистрати (Ефори).

### Социална структура
Полисите са сдружения на свободни граждани, но само притежаващите имущество са под защитата на закона. В повечето полиси, за разлика от древен Рим, социалната значимост не дава специални права. Понякога публичните религиозни функции традиционно се контролират от определени благороднически семейства, но това обикновено не им дава никаква допълнителна власт. В Атина населението е разделено на четири социални класи, основаващи се на богатството. Хората могат да променят социалния си статут, ако забогатеят. В Спарта всички граждани от мъжки пол са равни (homoioi), след като завършат образованието си, с изключение на спартанските царе, които са потомствени и служат като военни и религиозни лидери.
Войната, политиката и земевладението са само мъжки занятия. Мъжете основават домакинството, владеят робите и ходят на война. Робите работят на нивите, в къщите и мините. По статут те се купуват и продават като вещи, но в полисите с развита демокрация робите обикновено са чужденци, пленени по време на война или купени от не-гръцки домове. Жените и дъщерите поемат роля на жрици по време на общите култове и фестивалите, но не участват в обществения живот.
Тежката работа се върши от роби и наемници. Робството датира още от микенския период и в някои полиси към V век пр.н.е. робите са една трета от населението. В Древна Атина робите са многократно повече от мъжкото население, което през 431 г. пр.н.е. е 42 000 души. Според друг източник през V век пр.н.е. гражданите в Атина са около 7% от общо 400 000 души население (останалите са роби и чужденци)
В Древна Спарта робите са наричани илоти. Това са поробени жители на Месения по време на първата месенска война и те са само обществена собственост. Илотите се грижат за изхранването и поддържането на домакинството, като така освобождават жените да се заемат с обучението на децата, за да станат воини – хоплити. Стопаните се отнасят много сурово с илотите (например при церемонията за съзряване всеки мъж е трябвало да убие илот) и те често вдигат въстания. Извън Спарта робите почти никога не се бунтуват, тъй като са от най-разнородни националности и твърде разпръснати, за да се организират.
Повечето семейства притежават роби като домашна прислуга и работници, и дори бедните семейства могат да имат няколко роби. На собствениците не е позволено да бият или убиват своите роби, но робите са безправни. Те имат право да имат семейство и собствен имот само с разрешението на стопанина си, но нямат политически права, нямат дори имена, а са наричани на областта от която са взети за роби или на дейността, с която се занимават като роби. Собствениците често обещават да освободят робите, за да ги насърчат да работят усилено. За разлика от Древен Рим, освободените роби не стават граждани. Вместо това, те се смесват в населението на метеките, които включват хора от чужди страни или други полиси, които имат официално право да живеят в държавата.
Когато робите са обща собственост на полиса, те имат значително по-голяма степен на независимост и могат да живеят отделно. В Атина обществените роби изпълняват специфични задачи, някои от тях са специално обучавани да разпознават фалшивите монети, а други изпълняват полицейски функции. Робите при светилищата и храмовете също са с по-голяма независимост и имат имена.
Облекло
Мъжете и жените в Древна Елада са се обличали със сходни дрехи. Начините, по които са носени частите на това облекло, са се различавали според пола, възрастта и според времето. Жените носят права дълга риза – хитон, която в архаическата епоха стига до земята. Връхната женска дреха се нарича пеплос и има дълга част, висяща на гърба, която може да се замята на главата като качулка. Мъжкият хитон е значително по-къс от женския. Химатионът е горна дреха както за мъже, така и за жени. Представлява парче плат, което се увива около тялото. Мъжете го носят и на голо, а жените – винаги върху хитона. Мъжете употребяват късо наметало – хламида. Неизменен атрибут към облеклото са разнообразните накити, особено за жените.

### Стопанство
Стопанството на гърците зависи силно от вноса на стоки, като сред тях особено място заемат зърнените култури. То е силно раздробено и липсват подходящи стопански термини, както и централизирано стопанство в модерния смисъл на думата. В Древна Гърция понятието икономика (на гръцки: οἰκονομία) касае домашната общност – ойкоса (на гръцки: οἶκος) – например произведението на Ксенофонт Οικονομικά е посветено единствено на домашното стопанство и земеделието. Гърците нямат понятия за стоково производство и са в начален етап на размяна на стоки. Въпреки това гръцките философи разсъждават върху редица теми, които днес бихме нарекли икономически.
Прехраната се осигурява от индивидуалното стопанство и се основава на земеделието, в което е ангажирано до 80% от населението. То е твърде дребномащабно поради фрагментираната територия и тясно обвързано със сезоните. Маслинените дръвчета и лозята са основни култури, пшеницата предимно се внася. През класическия период се развиват занаятите и търговията, основно по море.
Стопанските взаимоотношения вътре в полиса и между полисите водят до създаването на първите икономически институции, свързани с развитието на търговията: въвеждат се пари, започва да се развива банково дело.

### Военно дело
По време на архаичния период военните стълкновения между конкуриращите се полиси в древна Гърция са чести, но с ограничен мащаб поради фрагментарността на територията. Полисите не са в състояние да издържат професионална армия и затова разчитат на собствените си жители за военни кампании. Това неминуемо се отразява на продължителността на кампаниите и тяхната сезонност – например фермерите трябва да се грижат за реколтата. Затова често военните действия се провеждат през лятото. Битките са планирани с внимателно разположение на силите и целят окончателна победа. В сравнение с по-късните сражения броят на жертвите е неголям, но сред тях често са лични граждани и военачалници, които се бият в предните редици.
Основна бойна единица е тежковъоръжената пехота, съставена от хоплити. Най-важното им оръжие е компактната бойна формация – фалангата, която провежда битките в директен сблъсък с врага. Освен тях има и леко въоръжена пехота, състояща се от стрелци с лъкове, къси копия, прашки, камъни и тояги. Те са много по-подвижни и се използват за бързи нападения и засади. Конницата се използва по-рядко, отначало като бойна колесница с два коня, после като квадрига, но постепенно излиза от употреба.
В периода на гръко-персийските войни начинът на водене на война се променя драматично. Отблъскването на огромната персийска армия не е по силите само на един полис, а победата е постигната след формирането на военен съюз. Макар и съставът на участниците в съюза да се мени с времето, това позволява обединение на наличните ресурси – войници и кораби – и разделение на труда. Начело на обединените гръцки сили застават военачалници като спартанците Леонид, Леотихид и Павзаний и атинянинът Темистокъл, които се превръщат в легенди.
След битките при Маратон и Термопилите фокусът на военните действия се измества по море. Атина построява една от най-големите военни флоти с над 200 триреми. Начело на военния съюз, тя започва да го използва за свои цели, което води до конфликт с останалите членове и до избухване на Пелопонеските войни (431 – 404 г. пр.н.е.). Те водят до по-нататъшно развитие на военната стратегия и тактика. По-голямото количество ресурси и по-големият брой войници водят до диверсификация на военното дело. Внимателно планираните битки по суша отстъпват място на стратегии за изтощаване на противника, морски сражения и блокади. Тези промени увеличават значително броя на жертвите и негативните последици от войните.

## Култура

### Образование
В повечето гръцки полиси образованието е индивидуално, освен в Спарта. През елинистическата епоха някои полиси създават държавни училища. Само заможните семейства могат да си позволят частен учител. Момчетата се учат да четат, пишат и цитират. Те също се научават да пеят и свирят на един музикален инструмент. Обучението приключва на 18-годишна възраст, след което момчетата се обучават за военна служба. Процесът на обучение на идеални граждани се нарича пайдея и включва моделирането и възпитанието на учениците така, че да станат ефективни граждани на полиса. Момичетата също се учат да четат, пишат и малко да смятат, така че да домакинстват. Те почти никога не получават образование след детството.
Спортните занимания заемат специално място в обучението и се провеждат в специални сгради – гимназиони. В Атина някои младежи посещават академия, където изучават култура, науки, музика и изкуства. Известни учебни заведения, от които са произлезли много от философите, са Ликейската школа и Платоновата академия.

### Философия и наука
В началото на VI в. пр.н.е. в Йония се появяват първите мислители в областите, която днес наричаме наука и философия. С имената на Талес от Милет и Питагор от Самос – живели съответно в началото и втората половина на века – са свързани първите теоретични размисли в областта на математиката и астрономията. Други милетчани, като Анаксимандър и Анаксимен също размишляват върху природата и нейната същност. В края на века Ксенофан от Колофон развива в стихове теория за единния безличен бог, като критикува политеизма и придаването на човешки образ на боговете. Прочутите философски средища Елея и Абдера са основани след нахлуването на персите в Йония през 546 пр.н.е. Тези мислители, наречени по-късно досократици, размишляват по най-разнообразни теми, които днес са отделни науки: физика, етика, психология, математика, астрономия, метеорология, медицина. Скорошни открития (като Дервентският папирус) доказват, че знанията за ранните философи не са ограничени до тесен кръг от учени, а касаят общочовешки въпроси и се предават на широк кръг от хора, През V век се развиват школите на последователите на Парменид от Елея – елеати и Демокрит от Абдера – атомисти, които спорят за същността на битието. Сред тях са Зенон от Елея и Емпедокъл от Агригент, които също употребяват поетична форма за да изложат схващанията си. Техният съвременник Хераклит от Ефес провъзгласява, че всичко е непрекъсната борба, движение и развитие.
По време на гръко-персийските войни и други йонийски мислители пристигат в Древна Атина в търсене на по-сигурен живот и за да не бъдат призовани в персийската армия като наемници. Такъв е например Анаксагор от Клазомена, който впечатлява Сократ с тезата си за разума като движеща сила на Вселената. В течение на следващите около хиляда години Атина става център на философията благодарение на видните представители на класическата гръцка философия Сократ, Платон и Аристотел. Сократ първи поставя въпроса за вземането на решения от личността и връзката им със съвестта и ценностите. Платон създава завършена мирогледна и логико-етична система. Една от основните концепции на платонизма е теорията за формите или идеите, според която предметите в реалността са само несъвършено отражение на истинската си нематериална същност. Платоновата академия е сред най-авторитетните атински философски школи и нейните традиции се запазват през елинистичния период и по времето на Римска Гърция. Нейният възпитаник Аристотел, често наричан баща на философията, поставя основите на експерименталото и теоретично изучаване на света, превърнало се в основа на науките. Последователите на Аристотел, известни като перипатетици, са известни учени и се занимават с конкретни науки; сред тях са ботаникът и характеролог Теофраст, теоретикът на музиката Аристоксен, историкът и политик Дикеарх; сред по-късните са физикът Стратон и неговият ученик географът и астроном Аристарх Самоски, лекарят Гален и Андроник от Родос.

### Религия и митология
Древногръцката митология играе съществена роля в културата на Древна Гърция и е отразена предимно в артефакти, някои от които са произведения на изкуството, особено в творбите на вазописците. Самите гърци се обръщат към митовете и свързваните с тях произведения на изкуството, за да хвърлят светлина върху култовите практики и ритуалните традиции.
Древните гърци вярвали, че боговете и богините наблюдават обикновените смъртни от дворец в облаците над най-високата гръцка планина – снежният Олимп. По името на планината боговете били наричани олимпийски. Всяко божество от Пантеона имало определени задължения. Посейдон бил бог на морето, Атина – на мъдростта и изкуствата, Аполон – на музиката, поезията, медицината, Деметра – на посевите, Хадес – на подземното царство. Върховният бог бил Зевс – бог на небето и земята, а неговата жена – Хера. Хестия е богинята на домашното огнище, богът на войната Арес, считаният за най-умен сред боговете – Хермес, закрилник на търговците и пътешествениците, Артемида – богиня на плодородието и Афродита – богинята на любовта и красотата. От античните изображения на Афродита най-известни са Афродита Книдска и Венера Милоска. Според легендите Олимп е населяван от дванадесет върховни богове. Всеки гръцки град почитал определено божество за свой покровител. Например Атина разчитала на закрилата на богинята Атина.
Най-ранните сведения за съществуваща митология са от микенския период. От съюза на Гея и Уран се появяват титаните. Най-големият е Океан, а най-малкият Кронос. Децата на Кронос по-късно стават боговете начело със Зевс, те водят битки с титаните и си поделят господството на света.
Паралелно с митологията се развива и култовата практика – жертвоприношения и молитви, които се провеждат в храмовете. Мястото на основното светилище на Аполон е в Делфи, където е известният Делфийски оракул. Неговата жрица дава отговори на въпроси, прави прорицания, гадае и т.н. Гърците считат, че тук е маркиран на специален камък центърът (пъпът) на Земята. Други светилища на Аполон има на остров Делос и в Кларос. Важни светилища има също в Олимпия, Додона, Епидавър и Самотраки.

## Изкуства

### Архитектура
Древногръцката архитектура е известна най-вече със своите храмове, които се намират повсеместно, най-вече като руини, но някои са много добре запазени. Вторият важен вид сграда, който също така е оцелял из цяла Гърция и е изцяло гръцко постижение, е откритият театър. Строежът на театри датира от около 350 г. пр.н.е. Те са построени най-вече по хълмове, за да се използва естественият наклон като пространство за публиката, което се издига амфитеатрално от центъра към краищата на сградата във формата на полукръг. Отпред има кръгла или полукръгла площадка за орхестра, и специално удължено място с правоъгълна форма, което наричат сцена, където играят актьорите заедно с хора. Други архитектурни форми, които са съществували са парадните порти, наречени пропилеи, градският площад (агора), заобиколен от едно- или двуетажна колонада (стоа), сградата на градския съвет (булевтерион), монументалната гробница (мавзолей) и стадион.
Древногръцката архитектура се отличава със силно формализирани характеристики, както на структурата, така и на декорацията. Това е така особено в случаите на храмове, където всяка сграда изглежда е замислена да се впише в рамките на ландшафта, най-често повдигната на високо място, така че от всички страни да се вижда елегантността на нейните пропорции и ефектите на светлината върху повърхността.  Николаус Певснер говори за пластичната форма на гръцкия храм, който е представен пред нас с физическо си присъствие, по-интензивно и по-живо от която и да е друга сграда, построена след него.
Официалният речник на древногръцката архитектура, по-специално разделът за архитектурен стил, дефинира три определени стила: дорийски стил, йонийски стил и коринтски стил. Те имат дълбок ефект върху Западната архитектура като цяло в по-късни периоди. Древната римска архитектура е с определени корени в старогръцката архтектура и запазва влиянието си в Италия до наши дни. От епохата на Ренесанса, съживена от класицизма са се запазили живи не само точните форми и подредените подробности на гръцката архитектура, но също така концепцията за архитектурната красота, постигнат баланс и хармонични пропорции. Последвалите стилове на неокласическата архитектура и гръцка възрожденска архитектура следват близо и адаптират древногръцките стилове.

### Изобразително изкуство
Малко са запазените живописни произведения, но има частично запазени фрески още от микенската епоха (стенописи в дворците на Микена и Пилос) или устни описания на картини (като тези на Павзаний на Стоа Пойкиле). Традицията на фреската продължава и по-късно, но художниците започват да рисуват и върху дървени плоскости. За нивото на живописта може да се съди основно по вазовата живопис в древногръцките керамични изделия. С усъвършенстването на технологията на грънчарството расте изкуството на украса: от чернофигурален стил в архаичния период (тъмни фигури на светъл фон) към червенофигурален през класическия период, при който изображенията стават по-реалистични. Кимон от Клеоне (в Арголида) (краят на VI в. пр.н.е.) изглежда внася някои новости в рисунъка по времето, когато процъфтява живописта на червенофигурните вази. През втората четвъртина на V в. Полигнот Тасоски засенчва всичките си предшественици със своя усет за композиция и дълбочина. Микон, негов съвременник, също се отличава с подобни качества. По-късно като живописци се проявяват самият Фидий (вътрешната стена на щита на статуята на Атина Партенос) и неговият брат (или племенник) Панайнос. В края на века Паразий и Тимант постигат толкова тънки психологически ефекти, че настъпва разграничение между голямата живопис и вазописта, което вече се усеща след Полигнот. Живописецът Аполодор „Скиаграф“ от втората половина на V в.пр.н.е., открива значението на светлосянката и въвежда перспективата. Златният век на гръцката живопис е IV век в.пр.н.е. Зевксис (краят на V и началото на IV в.) използва тези постижения, за да моделира реалистично изображението. Аристид от Тива се опитва да представи маси в движение. Ученикът му Евфранор става известен с баталните си картини. Памфил пише теоретически трудове и преподава в своята Академия в Кисион, от която са излезли Павзий, виртуоз в трудното предаване на прозрачността и ракурса, и Апелес, най-големият гръцки живописец и любим художник на Александър Македонски. Никий, приятел на Праксител, е типичен представител на класическата живопис. След него, по Александрово време, с Апелес и Протоген започва периодът на елинистическата живопис.
Много повече образци са запазени от древногръцката скулптура, било като оригинали, било като по-късни реплики. Те са известни със своя реализъм, естетика и перфектни пропорции. В Древна Гърция скулптурата е популярно изкуство: статуи се поставят в храмовете, на градските площади, извън населените места в светилищата, където скулптурите на божества като Церера са почитани от земеделците, за да осигурят добра реколта. Най-големите скулптури са в храмове: хризелефантинните статуи на Зевс в Олимпия и на Атина в Партенона. Многобройните произведения имат една и съща главна цел – прослава на боговете, на героите, на заслужилите граждани. Издигат се статуи на победителите в Олимпийските игри и на известни драматурзи. Археолозите са открили десетки подобни едни на други анонимни статуи на младежи, занимаващи се със спорт (курос) и девойки (кора), характерни за архаичния период. Още тогава са създадени забележителни статуи и ансамбли, но разцветът на скулптурата настъпва в късния класически период, когато работят няколко известни имена със свой индивидуален почерк:
- Мирон (средата на V в. пр.н.е.) Негови най-известни творби са бегачът Ладас, който пада мъртъв в момента на победата, статуя на крава и „Дискохвъргачът“;
- Фидий (V в. пр.н.е.) Негови са внушителните скулптури на Атина в Партенона и на Зевс в Олимпия, достигали 13 метра и покрити със слонова кост и злато (не са достигнали до нас).
- Поликлет Стари (V в. пр.н.е.) ваял предимно атлети, победители на Олимпийските игри, като Дорифор
- Праксител (IV в. пр.н.е.) Създал е знаменитите „Хермес с младия Дионис“, Афродита Книдска и „Момчето от Маратон“. Другите творби на Праксител са известни като римски реплики.
- Лизип (IV век пр.н.е.) Известни негови произведения са „Ерос опъващ лък“ и „Агиас“ в Делфи. Всичките му творби били бронзови.

### Театър
Древните гърци превръщат театъра в изкуство, като създават стандарти за трагедия, комедия и сатира. Най-ранният драматичен вид възниква като част от народните празненства в чест на бог Дионис през пролетта и изпълняваните на тях дитирамби – възторжени песни на хорове от сатири, спътници на бога. Обособяват се три театрални жанра: трагедия (края на V век пр.н.е.), комедия (490 г. пр.н.е.) и сатирна драма. Допълвайки литературната традиция, през класическия период театърът еволюира от религиозни, народни представления по време на Дионисиите и Ленеите в отделно изкуство. Театралните представления стават неотменима част от общите празници и за тях започват да се строят грандиозни каменни театри, побиращи хиляди зрители. Много от тях са запазени, като сред най-известните са театърът на Дионис и театърът в Епидавър. Провеждат се ежегодни състезания между драматурзите (подобно на спортистите), в които се взима предвид и мнението на публиката.
Повечето гръцки пиеси се състоят от митологични персонажи, но авторите свободно интерпретират сюжетите, като изразяват собствените си възгледи. Знаменити драматурзи са Есхил, Софокъл, Еврипид, наричани бащи на гръцката трагедия, а Аристофан – баща на комедията. Есхил е автор на 90 пиеси и е побеждавал 13 пъти в драматични състезания, а Софокъл пише общо 123, от които 24 са побеждавали. Болшинството драматични произведения са изгубени, съхранени са изцяло само по седем пиеси на Есхил и Софокъл и 17 на Еврипид.
Актьорите в древногръцкия театър са само мъже, които трябва да имат добра дикция, да са пластични и да умеят да танцуват. Те носят маски, ярки и пищни дрехи и високи дървени обувки. Водеща роля в началото има хорът, в чиито партии се разкрива основния смисъл на пиесата. При Есхил актьорите са само двама, третият актьор е въведен от Софокъл, а хорът поема ролята на коментатор.
Древните гърци разработват основите и понятията на драматичната критика, актьорското майсторство като професия и театралната архитектура.

### Музика и танци
Гръцката дума mousike, водеща произхода си от музите – дъщери на Зевс, покровителки на изкуствата – първоначално е обхващала много повече, отколкото разбираме под музика днес. Платон разглежда музиката и танца като част от поезията, а не като самостоятелни изкуства В древногръцката митология фигурират образи на музикантите Орфей, Пан, Марсий, изображения на музиканти и танцьори са запазени върху вази и в скулптури, съществуват множествоо литературни препратки. Музиката присъства почти навсякъде в древногръцкото общество, от браковете и погребенията, до религиозни церемонии, театър, народна музика и балади. Съществували са обединения на певците, музикантите и танцьорите. Музикалните инструменти са духови (напр. авлос), струнни (напр. лира, китара) и ударни, като някои от тях са запазени. Те са повлияли развитието на инструментите на по-късен етап в цяла Европа. Разработена е подробна система на ладове и система за музикална нотация – буквени знаци (заети от азбуката).
Древногръцките философи разсъждават за естетическите аспекти на музиката (Платон, Аристотел) и изучават основните акустични закономерности (Питагор, Аристоксен). Аристотел първи класифицира музиката като отделно изкуство, а според Платон музиката възпитава душата и оформя характера. Древногръцката музикална култура става основа за развилата се по-късно музика в Европа.